# Protonostoma aethopa
Protonostoma aethopa är en fjärilsart som beskrevs av Edward Meyrick 1910. Protonostoma aethopa ingår i släktet Protonostoma och familjen praktmalar, Oecophoridae. Inga underarter finns listade i Catalogue of Life.